# Argía (hija de Autesión)

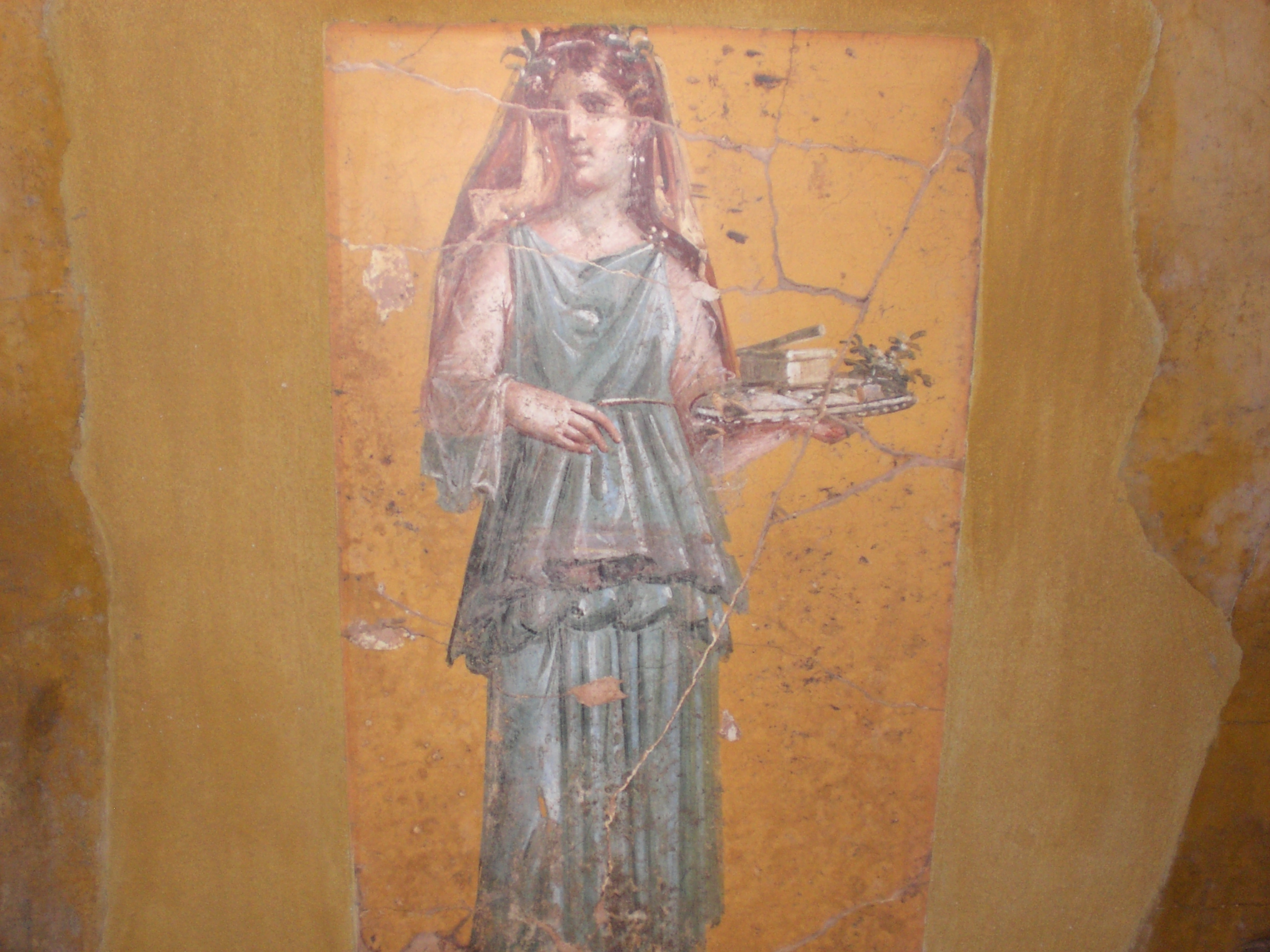
Fresco de una mujer de la Antigüedad.

En la mitología griega, Argía o Argea (en griego antiguo Ἀργεία, Argeía) era la hija del rey tebano Autesión. Se casó con Aristodemo, rey de Esparta, con el que tuvo dos hijos gemelos, Eurístenes y Procles.
Después de la muerte de su marido, su hermano Teras fue el tutor de los gemelos.